# Droga krajowa B297 (Niemcy)
Droga krajowa B297 (niem. Bundesstraße 297) – droga w południowo-zachodnich Niemczech łącząca Lorch i Tybingę.